# Jacob Matham

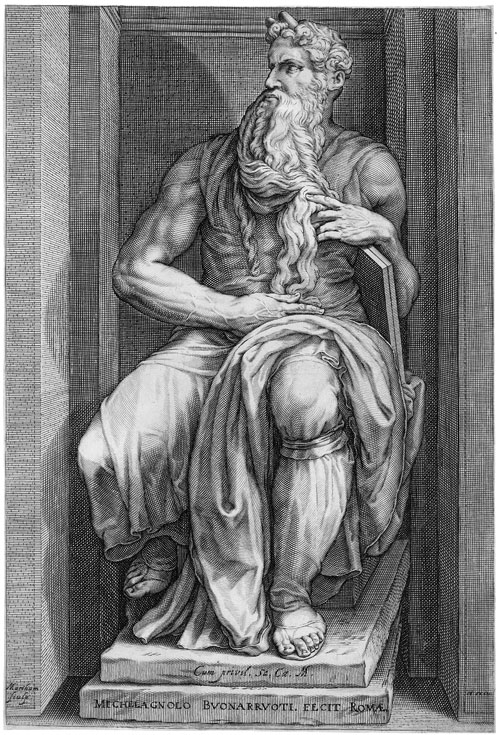
El Moisés de Miguel Ángel, grabado por Jacob Matham.

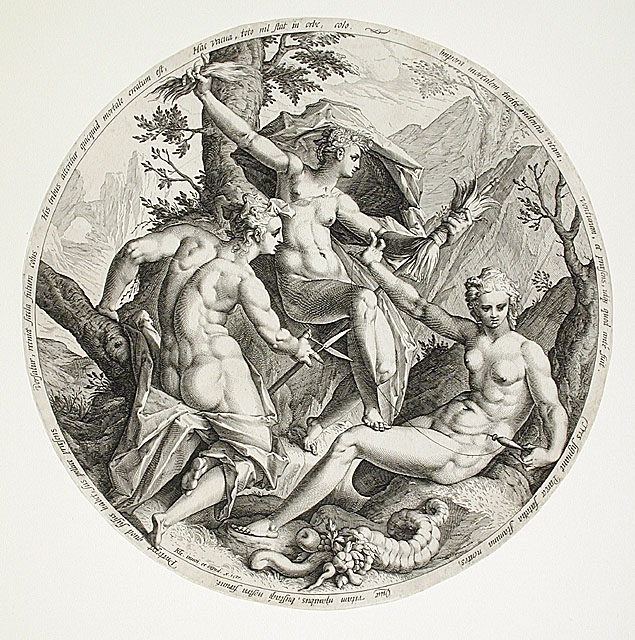
Las tres parcas, grabado de Matham (LACMA de Los Ángeles).

Jacob Matham (Haarlem, 15 de octubre de 1571-20 de enero de 1631), fue un  grabador y dibujante neerlandés.

## Biografía
Quedó huérfano de padre siendo niño y en 1578 su madre se casó nuevamente, con el grabador y pintor Hendrick Goltzius, quien lo adoptó y le hizo su aprendiz. Casado con Maria van Poelenburgh, hermana del también grabador Simon van Poelenburgh, fue padre de Adriaen (1599-1660), Jan (1600-1648), Theodor (c. 1606-1676) y Cornelis (1608-1661), los tres primeros también grabadores.
Matham se especializó en los grabados de reproducción. Ya en 1592 grabó varias escenas destacables sobre la Parábola del hijo pródigo por dibujos de Karel van Mander. En 1603 se data un grupo de cinco grabados según originales de Pieter Aertsen. Desde 1611-15 reprodujo varios cuadros de Rubens. Pero seguramente su producción más amplia (y problemática) es la que hizo a la sombra de Goltzius, grabando diseños de este. Muchos de estos grabados tienen las iniciales HG del maestro y es difícil deslindar la autoría de cada uno. 
En 1613 el grabador Jan van de Velde II fue aprendiz suyo.